# Convento de Spiš
El convento de Spiš (en eslovaco Spišská Kapitula y en húngaro: Szepeshely or Szepesi Káptalan) es un monasterio excepcionalmente bien conservado que se encuentra en Spišské Podhradie, Eslovaquia; en las cercanías del Castillo de Spiš. En 1993 la Unesco lo incluyó en la lista del Patrimonio de la Humanidad. En 2009, se amplió el sitio protegido para incluir el centro histórico de Levoča.
El conjunto medieval comprende la catedral de San Martín, un monasterio y una calle todo rodeado de una muralla.
El monasterio se convirtió en la primera administración eclesiástica de Hungría en el siglo XII. En 1776 se convirtió en la sede principal de la diócesis de Spiš.
La catedral fue construida entre el siglo XIII y el XV en arquitectura románica y gótica.
El monasterio fue visitado por el papa Juan Pablo II en 1995.